# The War Comes Home
The War Comes Home is de eerste aflevering van het veertiende seizoen van de televisieserie ER, die voor het eerst werd uitgezonden op 27 september 2007.

## Verhaal
Dr. Moretti begint met zijn eerste dag als hoofd van de SEH, en heeft meteen zijn handen vol aan de vele gewonden die binnengebracht worden van de vredesdemonstratie. Onder de gewonden is ook dr. Rasgotra die zwaarder gewond is als eerst gedacht, zij moet met spoed geopereerd worden door dr. Dubenko. 
Dr. Lockhart, dr. Pratt en dr. Morris willen dr. Moretti zo snel mogelijk weg hebben als hoofd en bedenken samen een complot om dit te bereiken.
Dr. Gates behandelt een patiënt van de vredesdemonstratie en ontdekt dat hij verantwoordelijk is voor de vele gewonden die daar zijn gevallen, hij had een vuurwerkbom afgestoken in een afvalemmer. Bij dr. Pratt knapt er dan iets en hij mishandelt de patiënt, dr. Moretti is hier niet blij mee en plaatst hierop dr. Gates naar de afdeling i.c. over om na te denken over zijn functioneren.

## Rolverdeling

### Hoofdrollen
- Maura Tierney - Dr. Abby Lockhart
- Mekhi Phifer - Dr. Gregory Pratt
- Parminder Nagra - Dr. Neela Rasgrota
- John Stamos - Dr. Tony Gates
- Scott Grimes - Dr. Archie Morris
- Stanley Tucci - Dr. Kevin Moretti
- Leland Orser - Dr. Lucien Dubenko
- J.P. Manoux - Dr. Dustin Crenshaw
- Gil McKinney - Dr. Paul Grady
- Linda Cardellini - verpleegster Samantha Taggart
- Laura Cerón - verpleegster Chuny Marquez
- Lily Mariye - verpleegster Lily Jarvik
- Dinah Lenney - verpleegster Shirley
- Angel Laketa Moore - verpleegster Dawn Archer
- Nasim Pedrad - verpleegster Suri
- Brendan Patrick Connor - ambulancemedewerker Reidy
- Louie Liberti - ambulancemedewerker Bardelli
- Emily Wagner -  ambulancemedewerker Doris Pickman
- Malaya Rivera Drew - Katey Alvaro
- Troy Evans - Frank Martin

### Gastrollen (selectie)
- David Clennon - Jared Morgan
- Elden Henson - jongen zonder vingers
- Howard Hesseman - Dr. James Broderick
- Joe Manganiello - politieagent Litchman
- Marlene Forte - Mrs. Gonzalez
- Mario Revolori - Aaron Gonzalez
- Hayley McFarland - Candice
- Carissa Kosta - Mendra